# Julia Donaldson

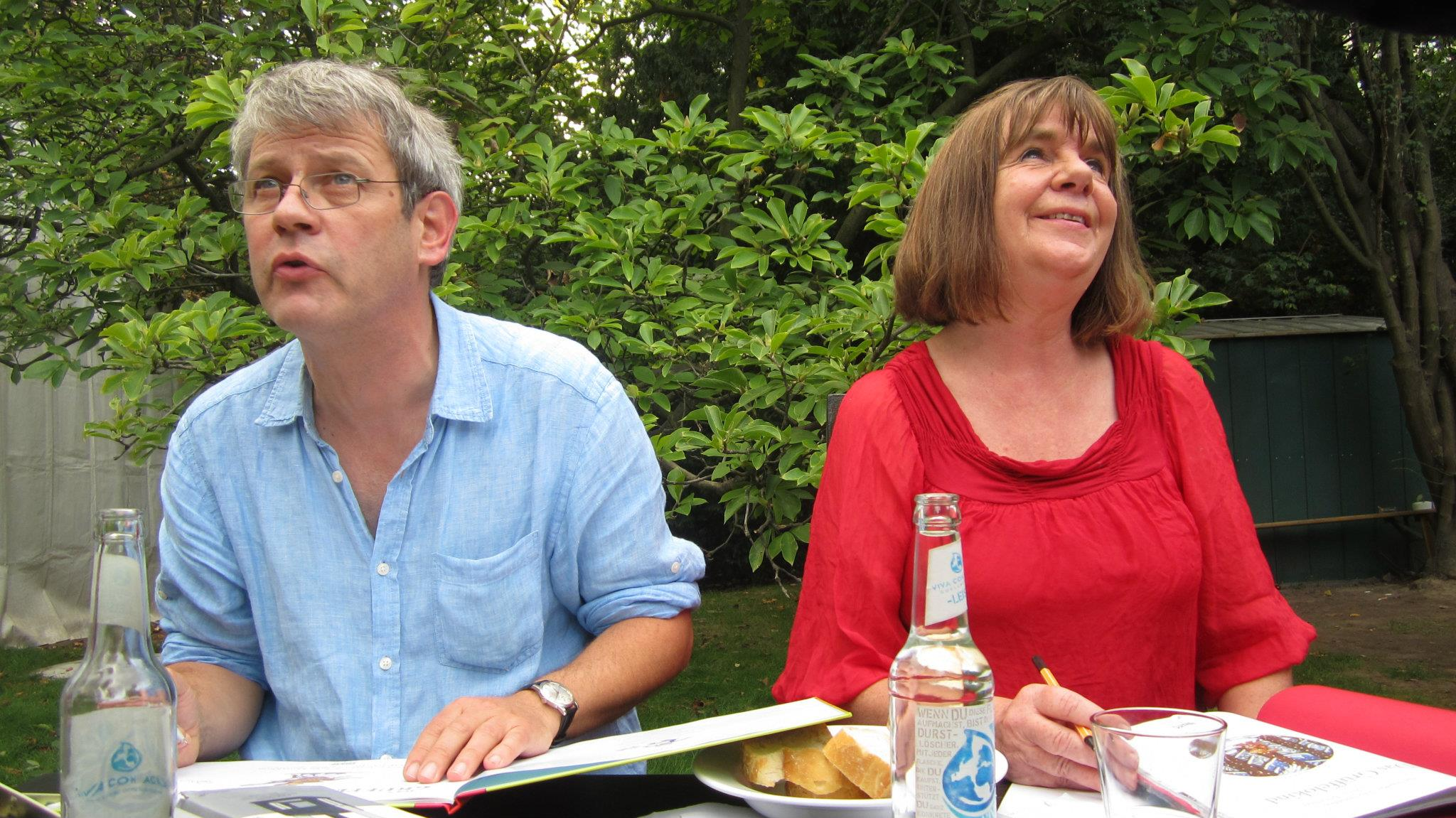
Julia Donaldson mit Axel Scheffler (2011 beim Kinder- und Jugendprogramm des Internationalen Literaturfestivals Berlin)

Julia Donaldson, CBE (* 16. September 1948 in Hampstead, London) ist eine britische Autorin, die vor allem wegen ihrer Grüffelo-Figur zu den erfolgreichsten Kinderbuchautoren überhaupt gezählt wird. Sie wurde zum Children’s Laureate 2011–2013 ernannt.

## Leben
Donaldson studierte Literaturwissenschaft und Französisch an der University of Bristol und arbeitete als Lektorin, Journalistin und Lehrerin. Heute lebt sie als freie Schriftstellerin im schottischen Glasgow.
Donaldson begann ihre Karriere als Autorin von Liedern für das Kinderfernsehen. Der Text ihres Liedes A Squash And A Squeeze geriet dem Illustrator Axel Scheffler zufällig in die Hände, der von dem Text so überzeugt war, dass er ihn kurzerhand selbst illustrierte. Das fertige Buch wurde 1993 publiziert. Seither hat sie zahlreiche Kinderbücher geschrieben, darunter den Bestseller The Gruffalo, der ebenfalls von Axel Scheffler illustriert wurde. Für das Buch The Gruffalo erhielt sie drei wichtige englische Buchpreise (Smarties Prize, den Blue Peter Award sowie den Experian Big Three Award). The Gruffalo ist in über 30 Sprachen erschienen, u. a. unter dem Titel Der Grüffelo auch auf Deutsch. Als Fortsetzung erschien The Gruffalo`s child u. a. auch ins Deutsche übersetzt als Das Grüffelokind
In Großbritannien ist Donaldson nach J. K. Rowling, Jamie Oliver und James Patterson die Autorin mit der vierthöchsten Anzahl verkaufter Bücher aller Zeiten. In den Jahren 2013 und 2014 wurde sie dort zur meistgelesenen Autorin des Jahres gekürt.

## Lesereisen in Deutschland
Julia Donaldson kommt regelmäßig für Lesereisen nach Deutschland, meist in Begleitung von Axel Scheffler. Zuletzt führten die beiden ihr Theaterstück „Die Grüffelo-Show“ im September 2011 in Berlin auf dem Internationalen Literaturfestival Berlin und in Hamburg beim Harbourfront Literaturfestival auf.

## Bibliographie
- Der Fuchs sucht seine Socken. Beltz Verlag, 2000, ISBN 3-407-79260-3. (Originaltitel: Fox's Socks)
- Der Bär schreibt heute Briefe. Beltz Verlag, 2000, ISBN 3-407-79261-1. (Originaltitel: Postman Bear)
- Kaninchen ist sooo müde. Beltz Verlag, 2000, ISBN 3-407-79262-X. (Originaltitel: Rabbit's Nap)
- Für Hund und Katz ist auch noch Platz. Beltz Verlag, 2001, ISBN 3-407-79282-4. (Originaltitel: Room on the Broom)
- Riese Rick macht sich schick. Beltz Verlag, 2002, ISBN 3-407-79294-8.
- Der Grüffelo. Beltz Verlag, 2002, ISBN 3-407-79291-3. (Originaltitel: The Gruffalo)
- Wo ist Mami? Beltz Verlag, 2006, ISBN 3-407-79351-0. (Originaltitel: Monkey Puzzle)
- Das Grüffelokind: Vierfarbiges Papp-Bilderbuch. Beltz Verlag, 2007, ISBN 978-3-407-79362-1 (Originaltitel: The Gruffalo's Child)
- Die Schnecke und der Buckelwal. Beltz Verlag, 2007, ISBN 978-3-407-79357-7 (Originaltitel: The Snail and the Whale)
- Mein Haus ist zu eng und zu klein. Beltz Verlag, 2010, ISBN 978-3-407-79302-7 (Originaltitel: A Squash and a Squeeze)
- Zogg: Vierfarbiges Bilderbuch. Beltz Verlag, 2010, ISBN 978-3-407-79422-2.(Originaltitel: Zog)
- Räuber Ratte: Vierfarbiges Bilderbuch. Beltz Verlag, 2011, ISBN 978-3-407-79447-5 (Originaltitel: The Highway Rat)
- Superwurm. Beltz & Gelberg, Weinheim 2012, ISBN 978-3-407-79472-7 (Originaltitel: Superworm)
- Flunkerfisch. Beltz & Gelberg, Weinheim Basel 2013, ISBN 978-3-407-79499-4 (Originaltitel: Tiddler)
- Der Troll und die Wilden Piraten. Knesebeck Verlag, München 2016, ISBN 978-3-86873-827-8 (Originaltitel: The Troll)
- Die Schnetts und die Schmoos. Beltz & Gelberg, 2019, ISBN 978-3-407-75444-8 (Originaltitel: The Smeds and the Smoos)
- Die Rüpelbande. Beltz & Gelberg, 2022, ISBN 978-3-407-75676-3 (Originaltitel: The Baddies)

## Festivalteilnahmen
- 2011: Kinder- und Jugendprogramm des 11. internationalen literaturfestivals berlin im September
- 2011: harbourfront Literaturfestival